# 多田骏
多田骏（1882年2月24日—1948年12月16日），宮城县人，大日本帝国陆军大将。仙台陸軍地方幼年學校第一期生、日本陆军士官学校15期生、日本陆军大学25期生。在日本侵华战争中不支持战争扩大化，希望用谈判的方式使蒋中正国民政府屈服。后因与东条英机意见相左，在东条担任首相后被转入预备役冷凍直至战争结束。1945年被远东国际军事法庭定为甲级战犯嫌疑人，調查後未予立案，未起訴后被释，1948年病逝。

## 生平
- 1903年        陆军士官学校毕业
- 1904年        作为陆军炮兵少尉参加日俄战争
- 1905年        任炮兵中尉
- 1913年        任炮兵大尉，陆军大学毕业
- 1917年        中国政府应聘（北京陸軍大學教官）
- 1919年        任炮兵少佐，出任日本陆军大学教官
- 1923年        任炮兵中佐
- 1928年        野炮第4联队联队长
- 1930年        陆军第16师团参谋长
- 1932年        满洲国军政最高顾问
- 1935年        中國驻屯军司令官
- 1936年        第11师团师团长
- 1937年        参谋本部次长、陆军大学校长（兼任）
- 1938年        華北方面军司令官
- 1940年        被授予二级金鵄勳章
- 1941年        晋升为大将，同年转入预备役（以后务农生活）
- 1945年        作为甲级战犯被逮捕
- 1948年        患胃癌去世

## 其他
策划刺杀张作霖事件的河本大作是其妻兄。
在陸軍大學教官時代，曾經向學生提出「若手上有一萬名中國俘虜的話，該如何處理？」的問題，多田的標準答案是：「解除武裝後全部釋放，讓他們回家鄉自謀生計。」

## 侵华战争不扩大论者
1937年7月的七七事变令侵华战争开始。可是比起蔣中正政府，多田駿更重视苏联的威脅。因此，与参谋本部作战部长石原莞尔少将、陆军军务科长的柴山兼四郎大佐一样反對扩大戰爭。
1937年末，发现了跟蔣中正议和的机会，开展以德国中間人的和平工作（陶德曼调停）。
1938年1月15日大本營连络会议上作为参谋本部次长出席，力抗主张中止「陶德曼调停」的近衞文麿首相、广田弘毅外务大臣、杉山元陆军大臣、與米内光政海军大臣。儘管日本政府及参谋本部都不主张继续和平工作，但多田與石原莞爾等人持相似立場，仍然獨自主张继续對蒋介石的和谈。1月16日，近卫首相宣言「不以蔣中正为谈判对手」，多田駿的努力宣告失敗。
| 前任： 杉山元 | 华北方面军司令官 1938年上任 | 繼任： 冈村宁次 |